# La visita meravigliosa
La visita meravigliosa (The Wonderful Visit) è un romanzo fantastico con elementi satirici del 1895 di H. G. Wells che ha come protagonista una creatura angelica che misteriosamente si ritrova nell'Inghilterra di fine Ottocento.
L'opera è dedicata a Walter Low, caro amico di Wells e collaboratore sul Educational Times, morto di polmonite nel febbraio 1895.
Wells ottenne il successo grazie a La visita meravigliosa e ad altri due romanzi pubblicati nello stesso anno, La macchina del tempo e Il bacillo rubato e altri casi, considerate nel complesso le sue prime opere rivolte al grande pubblico.

## Storia editoriale
Già nel 1893 Wells aveva cominciato a pubblicare circa 30 articoli, principalmente sulla Pall Mall Gazette e ben presto molti redattori si proposero al futuro scrittore per offrirgli un ampio spazio per la rassegna di libri e per la critica. L'anno seguente, il direttore del Pall Mall Budget Lewis Hind suggerì allo scrittore di utilizzare le sue conoscenze scientifiche per scrivere dei racconti, per le quali avrebbe ricevuto un compenso di 5 ghinee per ogni storia pubblicata.
Un'altra grande occasione si presentò allo scrittore quando il direttore del National Observer, Ernest Henley, lo contattò per una serie di articoli e quando lo stesso direttore, passato al New Review, chiese a Wells di revisionare la sua idea sui viaggi nel tempo, persuadendo William Heineman a pubblicarne la storia su un libro, quella che nel 1895 sarebbe diventata la prima edizione de La macchina del tempo.
L'anno dell'affermazione letteraria di Wells, il 1895, coincise casualmente con l'anno di morte del suo maestro Thomas Henry Huxley e con quello del matrimonio con la sua alunna Amy Catherine Robbins.

## Trama
Un angelo viene avvistato nell'Inghilterra del sud, scambiato per un grosso uccello dal piumaggio iridescente e policromo e ferito ad un'ala dal vicario del villaggio che stava andando a caccia.
Il vicario si prenderà poi cura dell'angelo e comprenderà che non si tratta di un angelo dalle fattezze conformi alla credenza religiosa né di un angelo conforme alla credenza popolare ma piuttosto di un "angelo dell'arte italiana" che proviene dalla terra dei sogni e ignora completamente gli usi e i costumi del posto.
L'angelo viene generalmente malvisto dagli abitanti del villaggio sia per il suo abbigliamento iniziale (una tunica color zafferano che desta scalpore) sia per la sua totale ignoranza sul modo di comportarsi "da gentiluomini" sia per i suoi lineamenti eccessivamente femminei; viene anche additato come pazzo e socialista. La gran parte della gente si rifiuta di credere alla sua natura angelica (il medico del villaggio pensa che le sue ali siano delle bizzarre deformità); il vicario però ci crede fermamente perché spesso l'angelo è capace di "elevarlo" (ad esempio quando suona il violino) e ritiene che l'angelo sia una persona quanto mai buona e pura che è stata inserita in un mondo corrotto e cattivo.
Per i comportamenti malvisti dell'angelo, viene intimato al vicario di cacciarlo entro una settimana; poi però, per un incidente, la casa del vicario va a fuoco mentre l'angelo era uscito; la serva, segretamente innamorata dell'angelo, torna nella casa volendo salvare il suo violino e, dopo poco, l'angelo ritorna dalla sua passeggiata e, messo al corrente di quanto accaduto, si precipita dentro la casa in fiamme per salvare la serva. Il racconto si conclude con un tragico epilogo.

## Accoglienza

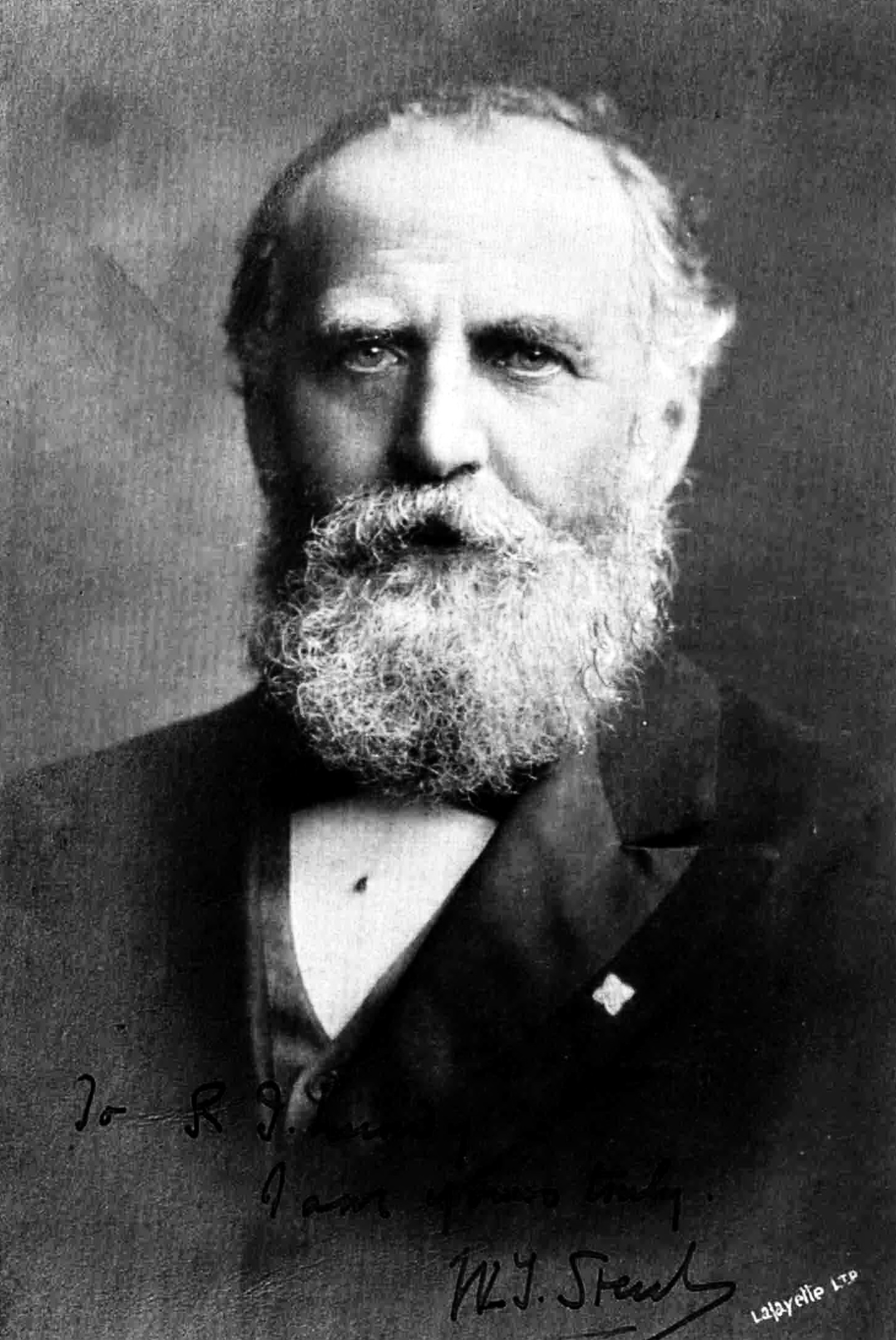
William Thomas Stead (1849-1912) alla guida del Pall Mall Gazette negli anni di pubblicazione dei racconti.

Secondo Ferdinando Ferrara nella prefazione del libro Avventure di fantascienza del 1966, il grande successo letterario delle opere di Wells emerge per il grande pubblico nel 1895 con la pubblicazione di tre volumi: La macchina del tempo detta una fantasia, La visita meravigliosa detta un'avventura fantastica e Il bacillo rubato e altri casi detta una raccolta di racconti fantascientifici.
Questo enorme successo è tangibile anche dalle annotazioni sul registro delle entrate che lo scrittore aggiorna minuziosamente.
- 1893 380 £ 13 scellini e 7 pence
- 1894 583 £ 17 scellini e 7 pence
- 1895 792 £ 2 scellini e 5 pence
- 1896 1.056 £ 7 scellini e 9 pence[5][14][15]

Nel arco di un solo anno l'ascesa diventa sempre più rapida, i diritti dell'autore entro il 1896 gli frutteranno 50.000 £, fino ad arrivare ad un massimo di 60.000 £ nel 1932 con la pubblicazione del libro The Outline of History del 1919.
Wells trova subito nella critica e presso il pubblico una notevole accoglienza generata da un forte entusiasmo; ad esempio il direttore del celebre Pall Mall Gazette, William Thomas Stead lo elogia scrivendo di lui: «Wells è un genio», anche altri periodici cominciarono a pubblicare articoli sullo scrittore, come il Review of Reviews che nel marzo 1895 scriverà «H. G. Wells is a man of genius.». Altri due maestri del romanzo tardo vittoriano si apprestano a offrire la loro ammirazione e la loro amicizia allo scrittore, Joseph Conrad e James Joyce.

## Trasposizioni
L'8 febbraio del 1970 al Teatro Massimo Vittorio Emanuele a Palermo ha luogo la prima de La visita meravigliosa, opera in due atti e nove scene di Nino Rota.
Altra opera tratta dal romanzo è La meravigliosa visita (La merveilleuse visite), un film francese del 1974 diretto da Marcel Carné.